# Meridiano 44 E
O meridiano 44 E é um meridiano que, partindo do Polo Norte, atravessa o Oceano Ártico, Europa, Ásia, África, Oceano Índico, Oceano Antártico, Antártida e chega ao Polo Sul. Forma um círculo máximo com o meridiano 136 W.
Começando no Polo Norte e tomando a direção Sul, o meridiano 44º Este tem os seguintes cruzamentos:
| País, território ou mar | Notas                                                                            |
| ----------------------- | -------------------------------------------------------------------------------- |
| Oceano Ártico           |                                                                                  |
| Mar de Barents          |                                                                                  |
| Rússia                  | Península de Kanin                                                               |
| Mar Branco              |                                                                                  |
| Rússia                  | Península de Kanin                                                               |
| Mar Branco              | Baía de Mezen                                                                    |
| Rússia                  | Passa em Nizhny Novgorod                                                         |
| Geórgia                 | Passa na Ossétia do Sul, território em conflito e apenas reconhecido pela Rússia |
| Armênia                 |                                                                                  |
| Turquia                 |                                                                                  |
| Iraque                  |                                                                                  |
| Arábia Saudita          |                                                                                  |
| Iêmen                   |                                                                                  |
| Oceano Índico           | Golfo de Aden                                                                    |
| Somália                 | Somalilândia                                                                     |
| Etiópia                 |                                                                                  |
| Somália                 |                                                                                  |
| Oceano Índico           | Passa entre as ilhas Mohéli e Anjouan, Comores                                   |
| Madagáscar              |                                                                                  |
| Oceano Índico           |                                                                                  |
| Madagáscar              |                                                                                  |
| Oceano Índico           |                                                                                  |
| Oceano Antártico        |                                                                                  |
| Antártida               | Terra da Rainha Maud, reivindicada pela Noruega                                  |